# Robert van Gloucester (graaf)
Robert van Gloucester of Robert van Caen (c. 1085/90 – 31 oktober 1147) was een bastaardzoon van Hendrik I van Engeland. Tijdens de opvolgingsoorlog van 1135-1149 was hij een van de invloedrijkste figuren in Engeland en Normandië. 

## Geboorte en jeugd
Robert was de oudste van de vele onwettige kinderen van Hendrik. Hij is vermoedelijk een paar jaar na 1080 geboren aangezien hij in 1104 een zoon kreeg. Zijn moeder is niet bekend, vermoedelijk was zij een lid van de familie Gay of Gayt, lagere Engelse adel uit Oxfordshire, omdat een Gay(t) als zijn neef werd genoemd. Een andere suggestie (K. Thompson) is dat zijn moeder een Normandische vrouw was die met de Gay(t)s trouwde. 
Robert werd erkend bij zijn geboorte, niettemin is het gezien de wisselvalligheden van de carrière van zijn vader tussen 1087 en 1096 onwaarschijnlijk dat hij deel uitmaakte van diens huishouden. Robert kreeg een goede opvoeding. Hij kende Latijn en had belangstelling voor geschiedenis en filosofie. Dit wijst erop dat hij op zijn minst gedeeltelijk werd opgevoed in kerkelijke kringen. Deze mogelijkheid wordt aannemelijker doordat de moeder van zijn eerst bekende kind de dochter was van bisschop Samson van Worcester, een voormalige koninklijke kapelaan die thesaurier was geweest van Bayeux. 
Zijn broer Richard werd eveneens opgevoed in een bisschoppelijk huishouden, dat van de bisschop van Lincoln. 
Robert verscheen aan het hof in Normandië in 1113, en rond 1114 huwde hij Mabel, oudste dochter en erfgenaam van Robert Fitzhamon. Dit huwelijk bracht hem aanzienlijke bezittingen in Gloucester, Engeland, Glamorgan in Wales en de landgoederen van Sainte-Scolasse-sur-Sarthe en Évrecy in Normandië, evenals Creully. In 1121 of 1122 creëerde zijn vader voor hem het nieuwe graafschap Gloucester en werd hij graaf.

## Aan het hof van Hendrik I
Robert ontwikkelde zich tot een van de belangrijkste assistenten en kapiteins van zijn vader. In 1119 vocht hij in de Slag bij Brémule en in 1123-1124 was hij een van de belangrijkste bevelhebbers van de koning tijdens de Normandische opstand. Na de verdrinking van de enige wettige zoon van de koning, William Adelin in 1120, ging Hendrik moeite doen om zijn opvolging door zijn dochter keizerin Mathilde te verzekeren. Robert speelde hierin een belangrijke rol. Aan hem werd ook de bewaking van zijn afgezette oom Robert Curthose toevertrouwd (1126). 
Op 1 januari 1127 was Robert een van de eerste edelen die zwoer Mathilde na de dood van Hendrik als koningin te erkennen. Op enig moment gaf zijn vader hem de kastelen van Dover en Canterbury, en daarmee de feitelijke controle over Kent en de route over Het Kanaal. Graaf Robert was een van de magnaten die aanwezig waren bij het sterfbed van Koning Hendrik. Ze zwoeren bij de koning te blijven totdat hij was begraven. Na een week stierf de koning, op 1 december 1135 in Lyon-La-Forêt in Normandië.

## Robert en koning Stefanus
Na de dood van zijn vader woonde Robert een reeks bijeenkomsten van de Normandische adel bij. Uiteindelijk riepen ze graaf Theobald II van Champagne, de oudste neef van Hendrik via zijn zuster Adela, uit tot koning. 
Nochtans, tijdens de vergadering met Theobald, hoorden de Normandische magnaten dat in Engeland de jongere broer van Theobald, Stefanus van Mortain en Boulogne, gekozen en gekroond was. Robert accepteerde dit en tijdens Pasen 1136 was hij aanwezig aan het hof van de nieuwe koning. Op dit moment had hij schijnbaar niet overwogen zijn halfzuster Mathilde te steunen en stond haar ook niet bij tijdens haar aanval in zuidelijk Normandië. In de eigentijdse bron, Gesta Stephani is er bewijs dat Robert door sommigen als kandidaat voor de troon werd voorgesteld, maar zijn onwettige geboorte sloot hem uit: 
"Onder de anderen was Robert, Graaf van Gloucester, zoon van Koning Hendrik, slechts een bastaard maar ook een mens van bewezen talent en bewonderenswaardige wijsheid. Toen hij, zoals het verhaal ging, werd geadviseerd om de troon na de dood van zijn vader op te eisen, ging hij hier onverstoord tegenin, zeggende dat het eerlijker was de troon aan de zoon van zijn zuster over te laten (de toekomstige Hendrik II van Engeland), dan hem voor zichzelf te claimen."
Volgens Geoffrey van Monmouth was Robert een van de pijlers van de regering van Stefanus dus kennelijk leidde de bovengenoemde suggestie niet tot het idee dat hij en Stefanus rivaliserende pretendenten waren. Robert van Gloucester had in 1136 bovendien andere zaken aan zijn hoofd die de successiekwestie op de tweede plaats bracht. De Welse magnaten van Zuidoost-Wales kwamen in april in opstand tegen de Anglo-Normandische kolonisten en Robert was het hele jaar in Wales kwijt voordat de situatie zich stabiliseerde. Hij sloot vredesverdragen met de bewoners van Wales en erkende de veroveringen van Morgan ab Owain, die zich uitriep tot koning van Glamorgan. 

In Engeland werd Robert van Gloucester spoedig ontevreden over koning Stefanus, en tegen het einde van 1137 had hij zich teruggetrokken van zijn hof. Zijn ontevredenheid werd voor een groot deel veroorzaakt doordat hij niet meer de grote rol in het bestuur had die hij in de latere periode van Hendrik I wél had. Gealarmeerd over de gunst waarin de Vlaamse huurling, William van Ieper zich bevond en de toenemende macht van de Beaumont tweeling, graaf Waleran van Meulan en graaf Robert van Leicester verplaatste Robert in 1138 zijn steun naar Mathilde. Hij was niet zeer succesvol. In Normandië werd hij verslagen door Waleran van Meulan en zijn Engelse bondgenoten werden verpletterd door Stefanus en teruggedreven op zijn vesting Bristol.

## Burgeroorlog, 1139-1147
Graaf Robert nam de gok en zeilde met zijn halfzuster, de keizerin, zijn vrouw en een groep ridders naar Engeland. Ze landden bij Arundel op 30 september 1139, werden verwelkomd in het kasteel van koningin Adeliza, Mathildes stiefmoeder. Robert vertrok onmiddellijk naar Bristol. In zijn afwezigheid werd het kasteel geblokkeerd door koning Stefanus, om zijn rivale in handen te krijgen. Uiteindelijk stond de koning toe dat de keizerin en gravin onder escorte naar Bristol vertrokken. 
Met graaf Robert en de keizerin in Engeland en hun basis gevestigd in het westen en de Vallei van Severn was de burgeroorlog begonnen. De eerste zetten van de graaf verklaren veel. Hij beval invallen tegen Wareham in Dorset en Worcester. Beide gebieden waren in het bezit zijn oude vijanden de Beaumonts. Leicester en andere gebieden veroverd op aanhangers van Stefanus nam hij zelf in bezit. Deze massale onteigeningen zijn een belangrijk kenmerk van deze periode die in Engeland ook wel 'de Anarchie' wordt genoemd.
Hoewel hij redelijk veilig was in zijn basis lukte het Robert niet zijn aanhang te vergroten en brede steun te verwerven. De koning slaagde erin hem ten westen van de Cotswold Heuvels te houden. 
De grote kans voor graaf Robert kwam met Kerstmis 1140, toen koning Stefanus ruzie maakte met graaf Ranulf van Chester. Ranulf en Robert verenigden hun krachten en versloegen koning Stefanus in de Slag bij Lincoln. Met de koning als hun gevangene zouden Robert en Mathilde voor haar de troon hebben moeten veroveren maar de combinatie van koppig verzet van koningsgezinden en enkele misrekeningen van de keizerin leidden tot een fiasco. Op 14 september 1141 werden Robert en de keizerin door een koninklijk leger ingesloten na een riskante poging om Winchester te veroveren. 
De keizerin kon ontsnappen maar Robert werd gevangengenomen en korte tijd later geruild tegen Stefan. 
De oorlog ging nog lange tijd door maar met weinig succes voor Mathilde en Robert. Geoffrey van Anjou, de nieuwe echtgenoot van Mathilde, concentreerde zich op de verovering van Normandië en weigerde troepen beschikbaar te stellen voor de strijd in Engeland. In 1145 liep Roberts zoon, graaf Filip, over naar Stefan waardoor deze in controle kwam van een aantal strategische kastelen. De jaren daarop werd Robert zelfs bedreigd in zijn basis in Bristol en Gloucester maar voordat het tot een verlies of onderhandeling kon komen stierf Robert op 31 oktober 1147.

## Familie en kinderen
Hij trouwde rond 1114 met Mabel van Gloucester (gestorven in 1156), dochter van Robert Fitzhamon en Sibyl de Montgomery. Hun kinderen waren: 
1. Willem Fitz Robert, 2e graaf van Gloucester, stierf in 1183
2. Mabira, vrouw van Jordan de Cambernon.
3. Rogier, bisschop van Worcester, gestorven in 1179.
4. Hamon, gedood bij de belegering van Toulouse in 1159
5. Robert
6. Matilda, gestorven in (1189), vrouw van Ranulph de Gernon, 2de graaf van Chester.
7. Philip, kasteelheer van Cricklade, (gestorven na 1147).

Graaf Robert had een buitenechtelijke zoon, Richard, bisschop van Bayeux (1135-1142), met Isabel de Douvres, zuster van Richard de Douvres, bisschop van Bayeux (1107-1133)

## Voorouders
| Robert van Gloucester (1085-1147) | Vader: Hendrik I van Engeland (1068-1135) | Grootvader: Willem de Veroveraar (1028-1087)     | Overgrootvader: Robert de Duivel (1000/1010-1035)      |
| Robert van Gloucester (1085-1147) | Vader: Hendrik I van Engeland (1068-1135) | Grootvader: Willem de Veroveraar (1028-1087)     | Overgrootmoeder: Herleva (1015-1050)                   |
| Robert van Gloucester (1085-1147) | Vader: Hendrik I van Engeland (1068-1135) | Grootmoeder: Mathilde van Vlaanderen (1031-1083) | Overgrootvader: Boudewijn V van Vlaanderen (1013-1067) |
| Robert van Gloucester (1085-1147) | Vader: Hendrik I van Engeland (1068-1135) | Grootmoeder: Mathilde van Vlaanderen (1031-1083) | Overgrootmoeder: Adela van Mesen (1009/1014-1079)      |
| Robert van Gloucester (1085-1147) | Moeder: ? (-)                             | Grootvader: ? (-)                                | Overgrootvader: ? (-)                                  |
| Robert van Gloucester (1085-1147) | Moeder: ? (-)                             | Grootvader: ? (-)                                | Overgrootmoeder: ? (-)                                 |
| Robert van Gloucester (1085-1147) | Moeder: ? (-)                             | Grootmoeder: ? (-)                               | Overgrootvader: ? (-)                                  |
| Robert van Gloucester (1085-1147) | Moeder: ? (-)                             | Grootmoeder: ? (-)                               | Overgrootmoeder: ?                                     |

## Verwijzingen
Deze pagina is een vrije vertaling van de Engelse versie van 12 april 2007.